# Vitalogy
Albums de Pearl Jam
Vs.
(1993) No Code
(1996)
Singles
1. Spin the Black Circle
Sortie : 8 novembre 1994
2. Not for You
Sortie : 21 mars 1995
3. Immortality
Sortie : 6 juin 1995

Vitalogy est le troisième album du groupe de rock américain, Pearl Jam. Il est paru le 6 décembre 1994 sur le label Epic et a été produit par le groupe et Brendan O'Brien.

## Historique
Pearl Jam l'écrivit et l'enregistra les nouveaux titres pendant la tournée de promotion de leur précédent album Vs. (1993). La musique sur cet enregistrement est plus diversifiée que leurs précédentes sorties, et est composée de chansons rock agressives, de ballades, et de plusieurs morceaux expérimentaux.
Vitalogy voit le remplacement de Dave Abbruzzese (qui assure cependant la quasi-intégralité des enregistrements) par Jack Irons, un vieil ami du groupe. Vitalogy était un livre publié au XIXe siècle et donnant des leçons sur des thèmes hétéroclites (avec qui se marier, pourquoi la masturbation est condamnable, etc.). L’album en reprend le concept et en présente quelques extraits dans sa pochette. D’un point de vue musical, Vitalogy a plusieurs facettes : Better Man parle d’une femme résignée à gâcher sa vie auprès d’un mari indifférent, Bugs et Spin the Black Circle racontent une histoire d’amour avec le disque vinyle.
L’album est bâti sur le modèle du livre, une espèce de fourre-tout sans thème global mais consultable suivant son état d’esprit.
Quelques dates de la tournée sont annulées à cause d’un sandwich au thon avarié ingurgité par Eddie Vedder. Lors des quatre dernières dates de la tournée, les concerts sont diffusés par la radio pirate de Pearl Jam, Monkeywrench radio, qui émet à quelques kilomètres seulement des lieux de concert.
Cet album se classera à la première place des charts respectivement aux États-Unis, en Australie, en Nouvelle-Zélande et en Suède.

## Liste des titres
Toutes les paroles sont écrites par Eddie Vedder, toute la musique est composée par Dave Abbruzzese, Jeff Ament, Stone Gossard, Mike McCready et Eddie Vedder, sauf indication contraire.
| No  | Titre                            | Musique                                                           | Durée |
| --- | -------------------------------- | ----------------------------------------------------------------- | ----- |
| 1.  | Last Exit                        |                                                                   | 2:54  |
| 2.  | Spin The Black Circle            |                                                                   | 2:47  |
| 3.  | Not For You                      |                                                                   | 5:52  |
| 4.  | Tremor Christ                    |                                                                   | 4:12  |
| 5.  | Nothingman                       | Jeff Ament                                                        | 4:35  |
| 6.  | Whipping                         |                                                                   | 2:34  |
| 7.  | Pry, To                          |                                                                   | 1:03  |
| 8.  | Corduroy                         |                                                                   | 4:37  |
| 9.  | Bugs                             |                                                                   | 2:44  |
| 10. | Satan's Bed                      | Stone Gossard                                                     | 3:30  |
| 11. | Better Man                       | Eddie Vedder                                                      | 4:28  |
| 12. | Aye Davanita                     |                                                                   | 2:57  |
| 13. | Immortality                      |                                                                   | 5:28  |
| 14. | Hey Foxymophandlemama, That's Me | Jeff Ament, Stone Gossard, Jack Irons, Mike McCready, Eddy Vedder | 7:44  |

## Crédits

### Musiciens
Pearl Jam
- Eddie Vedder – chant, guitare, accordéon
- Jeff Ament – basse, chœurs
- Stone Gossard – guitares, chœurs, mellotron
- Mike McCready – guitares, chœurs, guitare slide
- Dave Abbruzzese – batterie, percussion

Musiciens additionnels
- Jack Irons – batterie sur "Hey Foxymophandlemama, That's Me"
- Jimmy Shoaf – batterie sur "Satan's Bed"
- Brendan O'Brien - Orgue

### Technique
- Produit par Brendan O'Brien et Pearl Jam
- Enregistré par Brendan O'Brien
- Ingénieurs du son - Nick DiDia, Brett Eliason, Brendan O'Brien
- Assistants - Caram Costanzo, Adam Kasper, Trina Shoemaker, John Burton, Kevin Scott
- "Hey Foxymophandlemama, That's Me" enregistré et mixé par Brett Eliason
- Artwork, Design - Barry Ament
- Photographies - Jeff Ament, Lance Mercer
- Direction artistique - Joel Zimmerman

## Charts et certifications

### Album
Charts
| Pays             | Durée du classement | Meilleur classement | Date             |
| ---------------- | ------------------- | ------------------- | ---------------- |
| Allemagne        | 20 semaines         | 8e                  | 19 décembre 1994 |
| Australie        | 30 semaines         | 1er                 | 18 décembre 1994 |
| Autriche         | 13 semaines         | 7e                  | 25 décembre 1994 |
| Canada           | 34 semaines         | 2e                  | 23 janvier 1995  |
| États-Unis       | 55 semaines         | 1er                 | 24 décembre 1994 |
| France           | 6 semaines          | 22e                 | 27 novembre 1994 |
| Norvège          | 9 semaines          | 7e                  | 5 décembre 1994  |
| Nouvelle-Zélande | 27 semaines         | 1er                 | 18 décembre 1994 |
| Pays-Bas         | 15 semaines         | 7e                  | 24 décembre 1994 |
| Royaume-Uni      | 13 semaines         | 4e                  | 10 décembre 1994 |
| Suède            | 10 semaines         | 1er                 | 9 décembre 1994  |
| Suisse           | 12 semaines         | 17e                 | 25 décembre 1994 |

Certifications
| Pays             | Certification | Ventes      | Date              |
| ---------------- | ------------- | ----------- | ----------------- |
| Australie        | 3 × Platine   | 210 000 +   | 1995              |
| Canada           | 5 × Platine   | 500 000 +   | 31 janvier 1996   |
| États-Unis       | 5 × Platine   | 5 000 000 + | 13 octobre 1995   |
| Nouvelle-Zélande | Platine       | 15 000 +    | 18 décembre 1994  |
| Royaume-Uni      | Or            | 100 000 +   | 1er décembre 1994 |

### Charts singles
Spin the Black Circle / Tremor Christ
| Chart                  | Durée du classement | Position | Date             |
| ---------------------- | ------------------- | -------- | ---------------- |
| Hot 100                | 6 semaines          | 18e      | 26 novembre 1994 |
| Mainstream Rock Tracks | 6 semaines          | 16e      | 26 novembre 1994 |
| Alternative Songs      | 4 semaines          | 11e      | 19 novembre 1994 |
| Single Top 100         | 1 semaine           | 92e      | 12 décembre 1994 |
| ARIA Charts            | 7 semaines          | 3e       | 20 novembre 1994 |
| (V) Ultratop           | 4 semaines          | 22e      | 17 décembre 1994 |
| RPM Top Singles        | 6 semaines          | 67e      | 23 janvier 1995  |
| VG-lista               | 5 semaines          | 5e       | 14 novembre 1994 |
| RMNZ Singles Top40     | 16 semaines         | 2e       | 4 décembre 1994  |
| Mega Top 50            | 4 semaines          | 21e      | 3 décembre 1994  |
| UK Singles Chart       | 8 semaines          | 10e      | 26 novembre 1994 |
| Sverigetopplistan      | 2 semaines          | 16e      | 2 décembre 1994  |

Not for You
| Chart                  | Durée du classement | Position | Date            |
| ---------------------- | ------------------- | -------- | --------------- |
| Bubbling Under Hot 100 | 9 semaines          | 2e       | 6 mai 1995      |
| Mainstream Rock Tracks | 11 semaines         | 12e      | 13 mai 1995     |
| Alternative Songs      | 3 semaines          | 38e      | 8 avril 1995    |
| ARIA Charts            | 6 semaines          | 29e      | 12 mars 1995    |
| RMNZ Singles Top40     | 6 semaines          | 10e      | 12 mars 1995    |
| UK Singles Chart       | 2 semaines          | 34e      | 25 février 1995 |

Better Man
| Chart                  | Durée du classement | Position | Date            |
| ---------------------- | ------------------- | -------- | --------------- |
| Bubbling Under Hot 100 | 9 semaines          | 2e       | 6 mai 1995      |
| Mainstream Rock Tracks | 26 semaines         | 1er      | 7 janvier 1995  |
| Alternative Songs      | 26 semaines         | 2e       | 21 janvier 1995 |
| RPM Top Singles        | 10 semaines         | 9e       | 27 février 1995 |

Immortality
| Chart                  | Durée du classement | Position | Date             |
| ---------------------- | ------------------- | -------- | ---------------- |
| Bubbling Under Hot 100 | 15 semaines         | 2e       | 22 juillet 1995  |
| Mainstream Rock Tracks | 6 semaines          | 31e      | 22 juillet 1995  |
| Alternative Songs      | 17 semaines         | 10e      | 2 septembre 1995 |
| RPM Top Singles        | 8 semaines          | 62e      | 14 août 1995     |
| RMNZ Singles Top40     | 4 semaines          | 29e      | 16 juillet 1995  |
| UK Singles Chart       | 2 semaines          | 34e      | 25 février 1995  |